# Megaselia subinflata
Megaselia subinflata är en tvåvingeart som beskrevs av Borgmeier 1969. Megaselia subinflata ingår i släktet Megaselia och familjen puckelflugor. Inga underarter finns listade i Catalogue of Life.